# لويسيت
لويسيت هو مركب زرنيخ عضوي صيغته الكيميائية C2H2AsCl3، ويوجد في الشروط القياسية على شكل سائل زيتي عديم اللون والرائحة؛ وقد تكون العينات غير النقية منه ذات رائحة.
استخدم في السابق ضمن الأسلحة الكيميائية، وأنتج في الولايات المتحدة واليابان وألمانيا، وكذلك في الاتحاد السوفييتي؛ حيث كان يستخدم ضمن المنفطات، وهي العوامل التي تشكل بثوراً على الجلد.

## آلية العمل
يعمل هذا المركب على نثبيط مكون في نازعة هيدروجين البيروفات، مما يؤثر على وظائف الجهاز العصبي المحيطي. يستطيع المركب أن يخترق الملابس وقفازات اللاتيكس، وعند التعرض للجلد يحدث طفح عند امتصاصه، ثم يتطور الأمر خلال 12 ساعة إلى تشكل بثور تشبه التي يسببها غاز الخردل، والتي تسبب آلاماً لفترة قد تتراوح بين يومين إلى ثلاثة.

## العلاج
يعد مركب ديمركابرول الترياق ضد مركب اللويسيت، حيث يرتبط مع ذرة الزرنيخ فيه؛ لكنه يتعارض مع من لديه حساسية الفول السوداني.